# Hudson Motor Car Company
Hudson Motor Car Company var en amerikansk biltillverkare som byggde bilar i Detroit, Michigan mellan 1909 och 1954. År 1954 blev företaget en del av American Motors Corporation genom en fusion med Nash. Från 1955 tillverkades Hudson i Kenosha, Wisconsin. Märket lades ned 1957.

## Historik

### 1909-1929
Den första, fyrcylindriga Hudson-bilen byggdes av Roy D. Chapin Sr och fick sitt namn från en av finansiärerna, J.L. Hudson, en framgångsrik köpman och varuhusägare från Detroit. Snart tillkom en sexcylindrig modell. År 1916 kom den första Super Six, en sidventilsexa med ovanligt högt kompressionsförhållande för hög motoreffekt och en motortyp som skulle utmärka Hudson fram till slutet.år 1919 presenterade Hudson ett billigare systermärke, Essex. Essex blev en stor succé och under flera år på 1920-talet räckte Hudsons och Essex sammanlagda försäljning till en tredjeplats på USA-marknaden, efter Ford och Chevrolet. År 1927 fick Super Six-modellen F-topp.

### 1930-1957
År 1930 gick Hudson över till åttacylindriga radmotorer. Det sågs som ett naturligt steg under 1920-talet, men under den efterföljande depressionen sjönk försäljningen drastiskt. Hudson överlevde tack vare systermärkena Essex och dess efterföljare Terraplane. 1935 återkom sexan på Hudsons program och 1938 blev Terraplane en Hudson-modell.
Efter andra världskriget återupptogs produktionen av förkrigsmodellerna, men 1948 kom den nya, självbärande ”step down”-karossen, i Sverige kallad ”Hudson-limpan”. Karossen hade ovanligt låg markfrigång och förstärktes av rambalkar som löpte runt golvet. Den vridstyva karossen gav god åkkomfort och väghållning och bilarna såldes med både sex- och åttacylindriga motorer. År 1951 kom Hornet-modellen, med en sexcylindrig motor på fem liter. Motorn var lättrimmad och blev en favorit hos dåtidens Nascar-förare. Hudson hade stora framgångar i stock-car racing under 1951 till 1954. 
Konkurrensen på bilmarknaden blev allt tuffare under 1950-talet. GM, Ford och Chrysler släppte ut nya modeller varje år, medan Hudson saknade resurser att förnya sin ”step down”-kaross. År 1953 presenterade Hudson sin lilla Jet-modell, som skulle konkurrera med Nash Rambler. Försäljningen blev en stor besvikelse, då utvecklingen hade gjort slut på det mesta av företagets kapital. År 1954 bildade Hudson American Motors Corporation tillsammans med Nash. I praktiken köpte Nash upp Hudson och samma år lades Hudsons biltillverkning i Detroit ned. År 1 års Hudson tillverkades av Nash i Kenosha, Wisconsin och modellprogrammet såg helt annorlunda ut. Den lilla Jet-modellen ersattes av en Rambler med Hudson-emblem i fronten och de stora bilarna delade kaross med Nash. Försäljningen av de stora Nash- och Hudson-modellerna sjönk stadigt och AMC beslutade att satsa helt på Rambler, som blev ett eget märke 1957. De sista stora bilarna såldes under 1957 och därefter försvann märket Hudson.

## Galleri

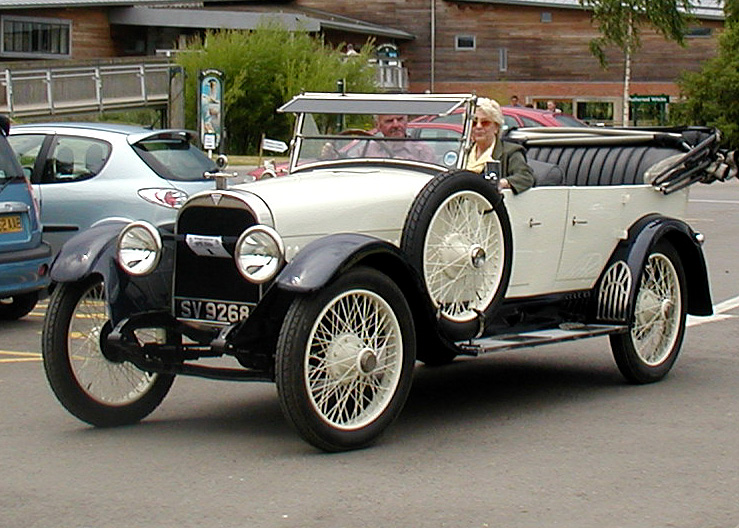
Hudson 1917
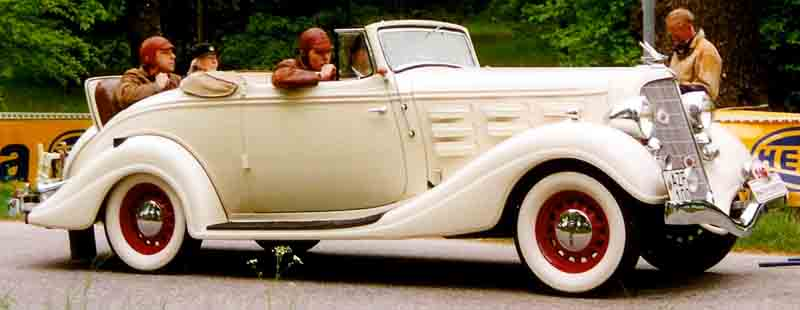
Hudson Eight 1934
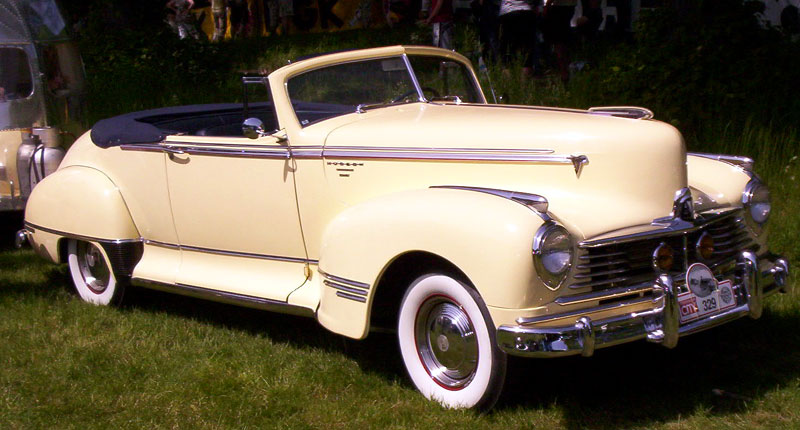
Hudson Commodore Eight 1947
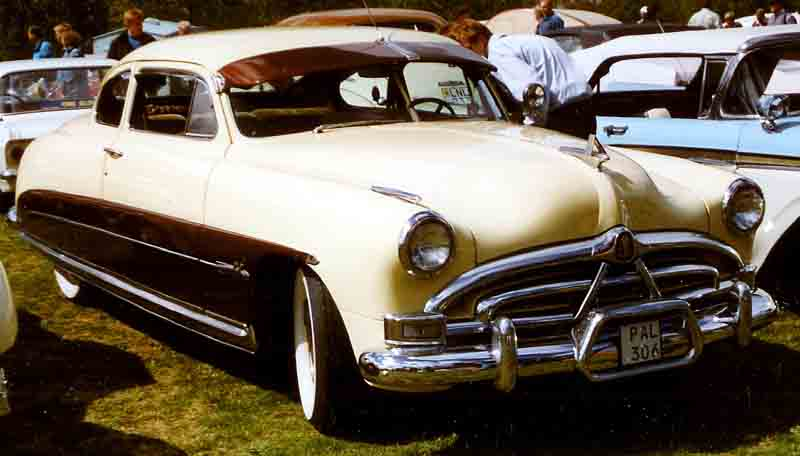
Hudson Hornet 1951
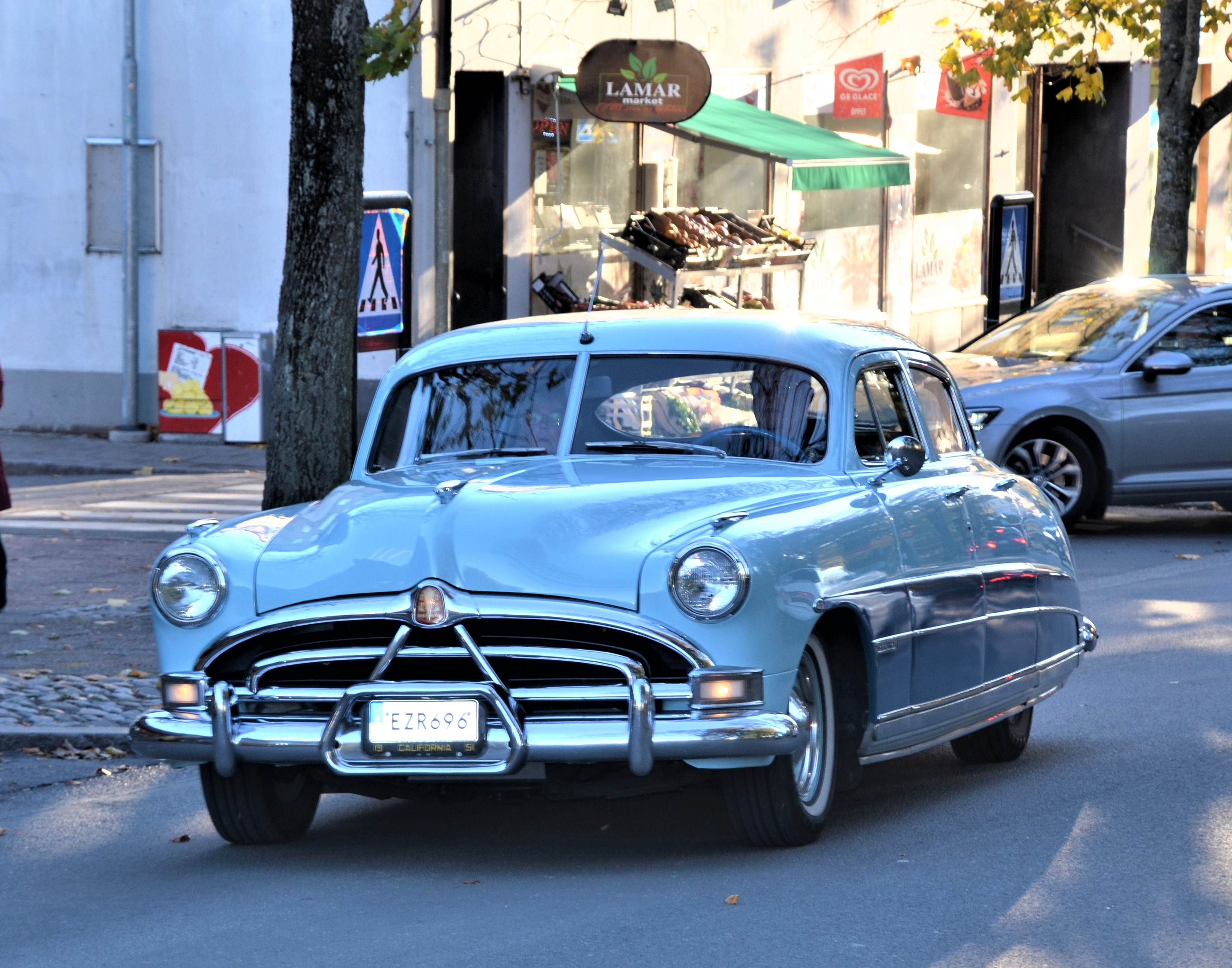
Hudson Hornet 1951